# Collegiata di Santo Stefano (Castelfidardo)

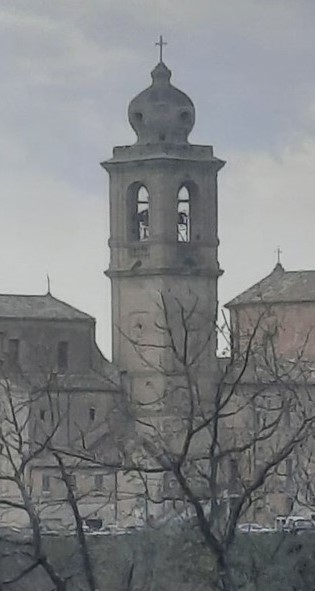
Torre Campanaria (XVIII sec.)

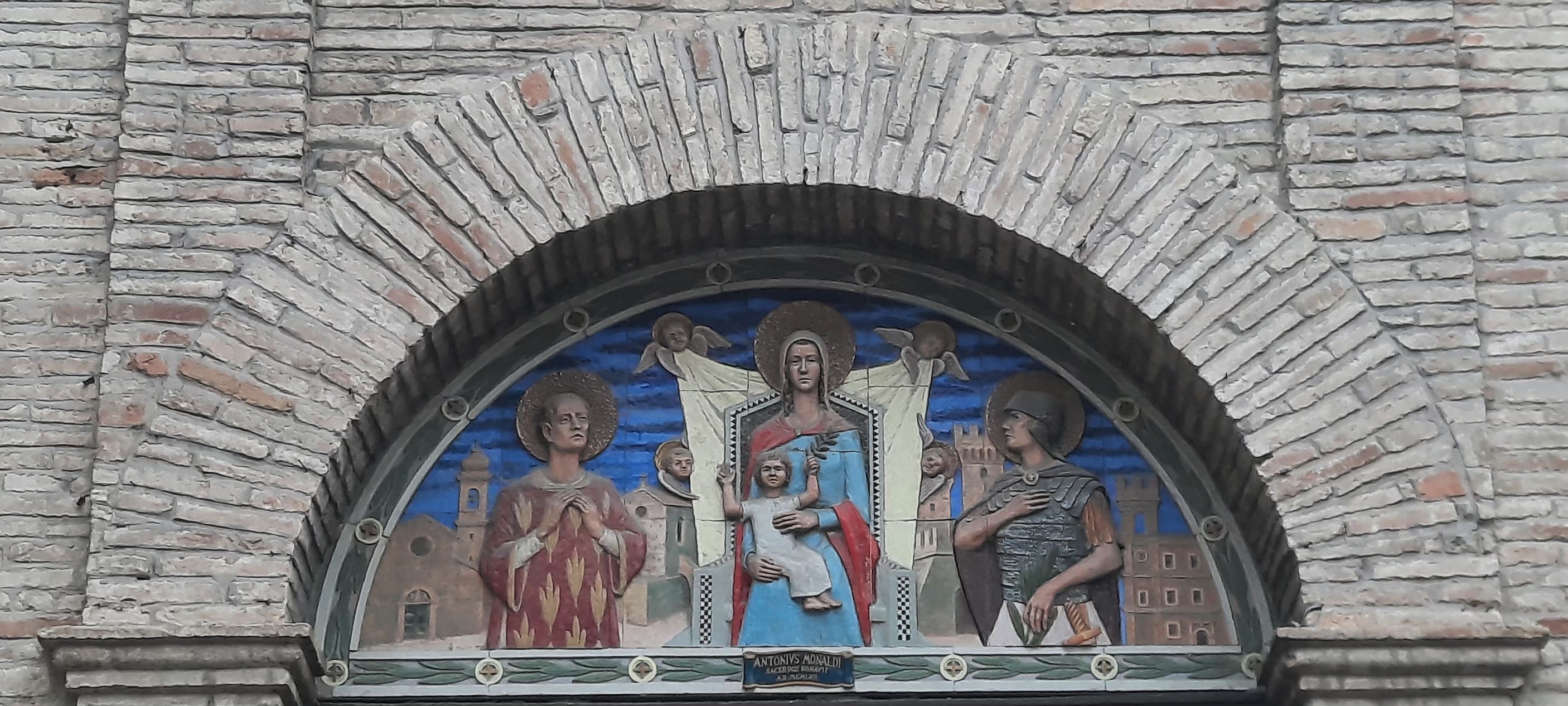
La lunetta di Arturo Politi sul portale principale.

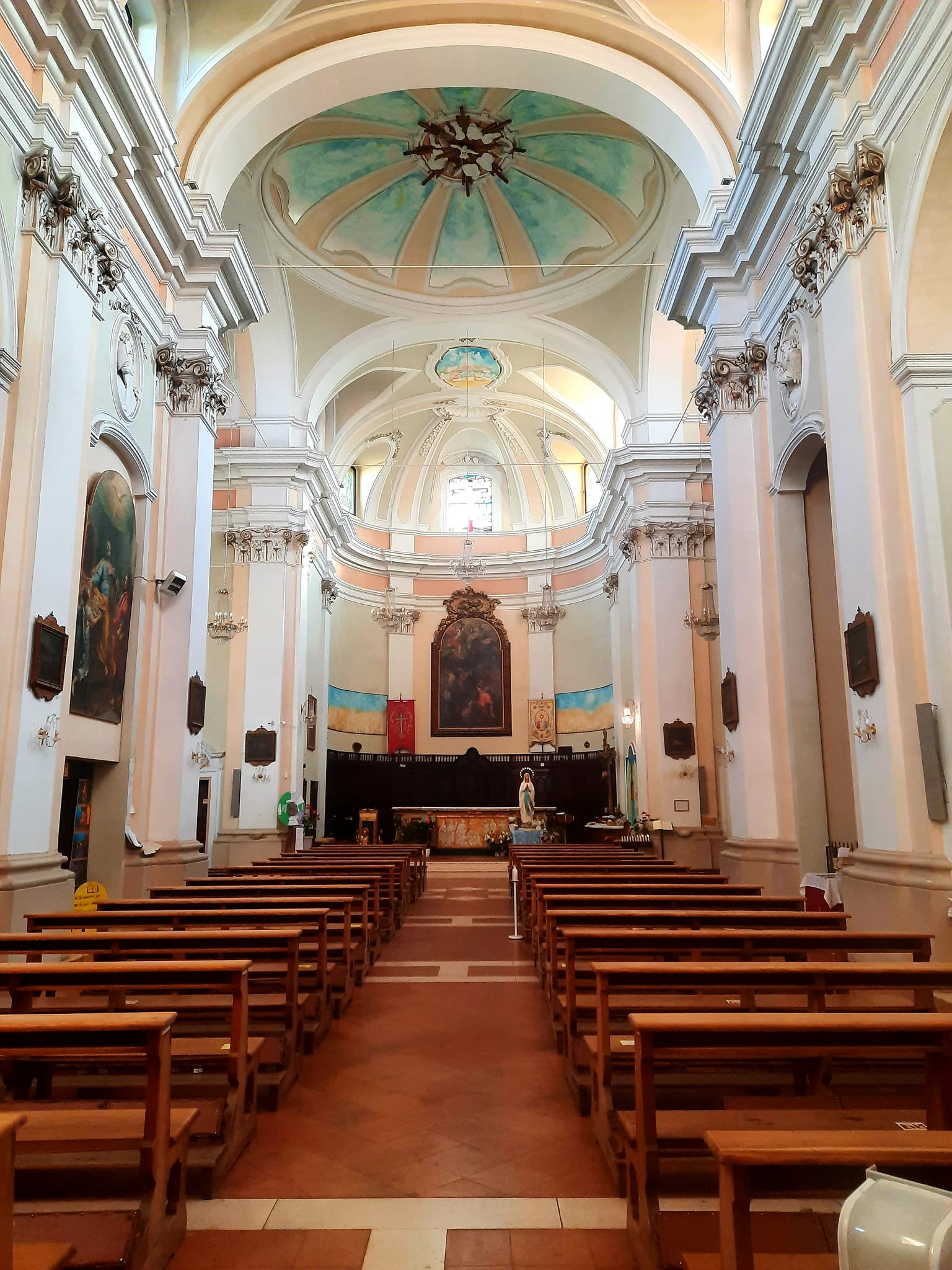
L'interno della Collegiata.

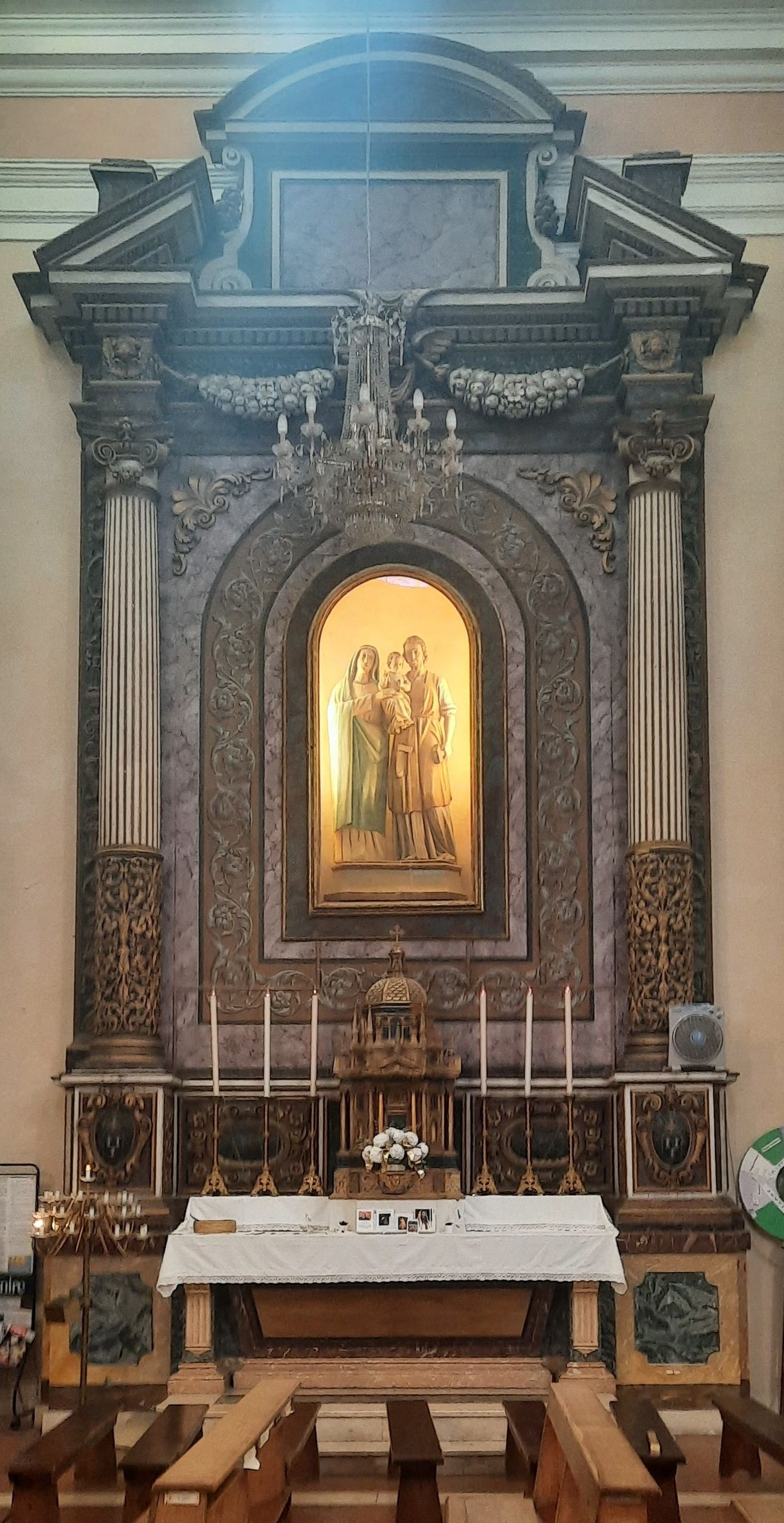
Altare della Sacra Famiglia.

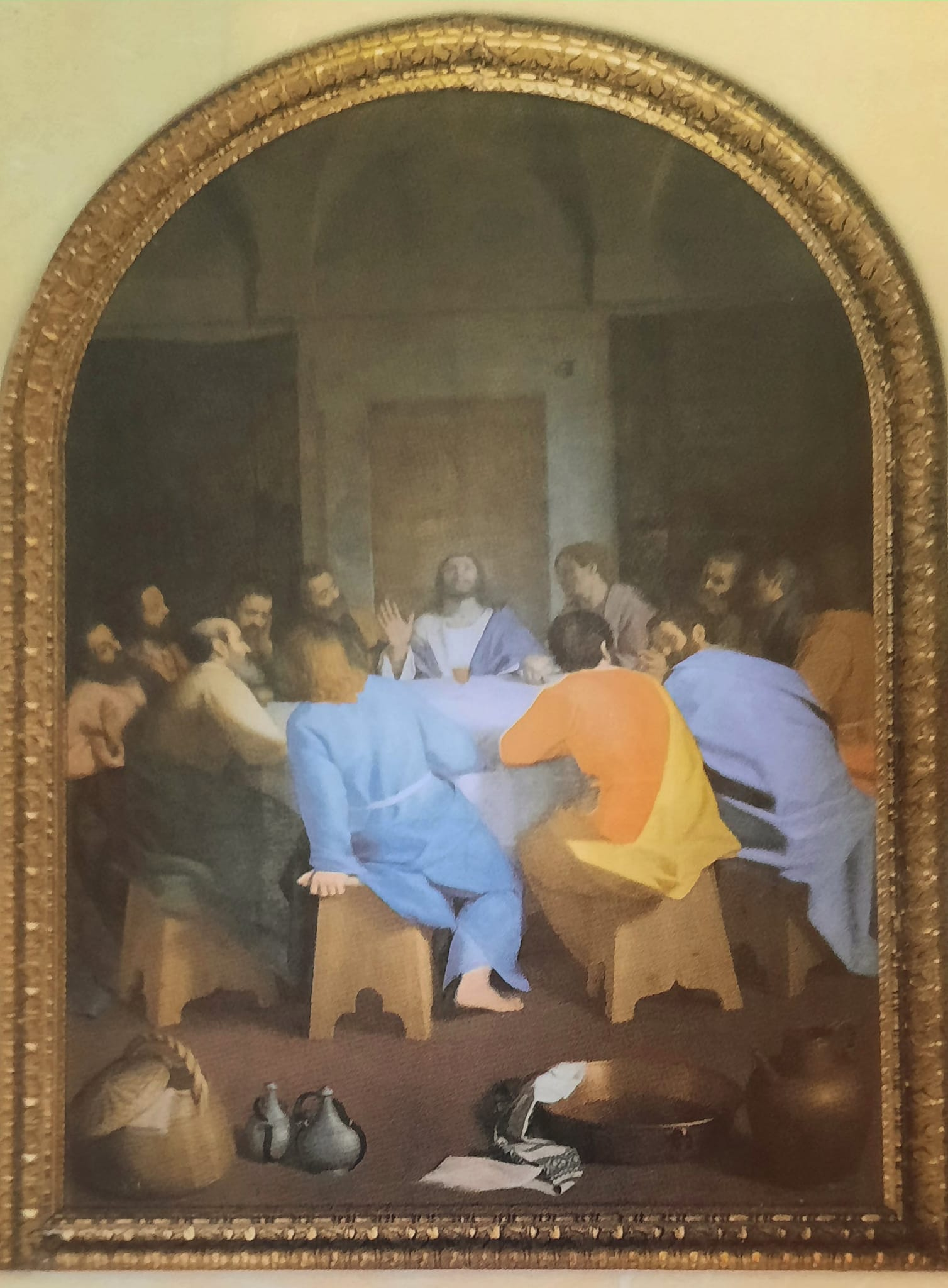
"Ultima Cena" di Felice Pellegrini (Altare del SS. Sacramento).

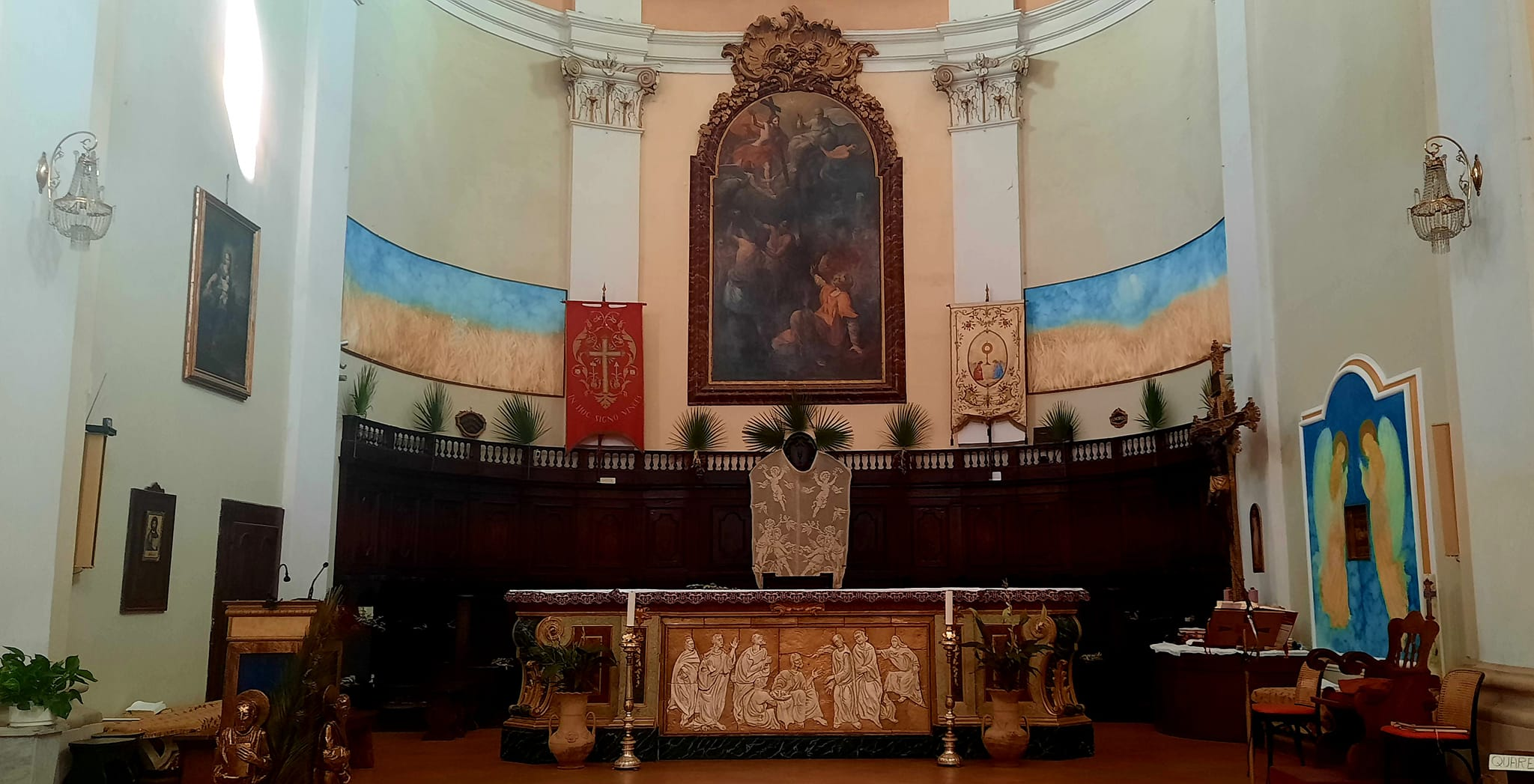
Altare maggiore, con la pala del Lazzarini.

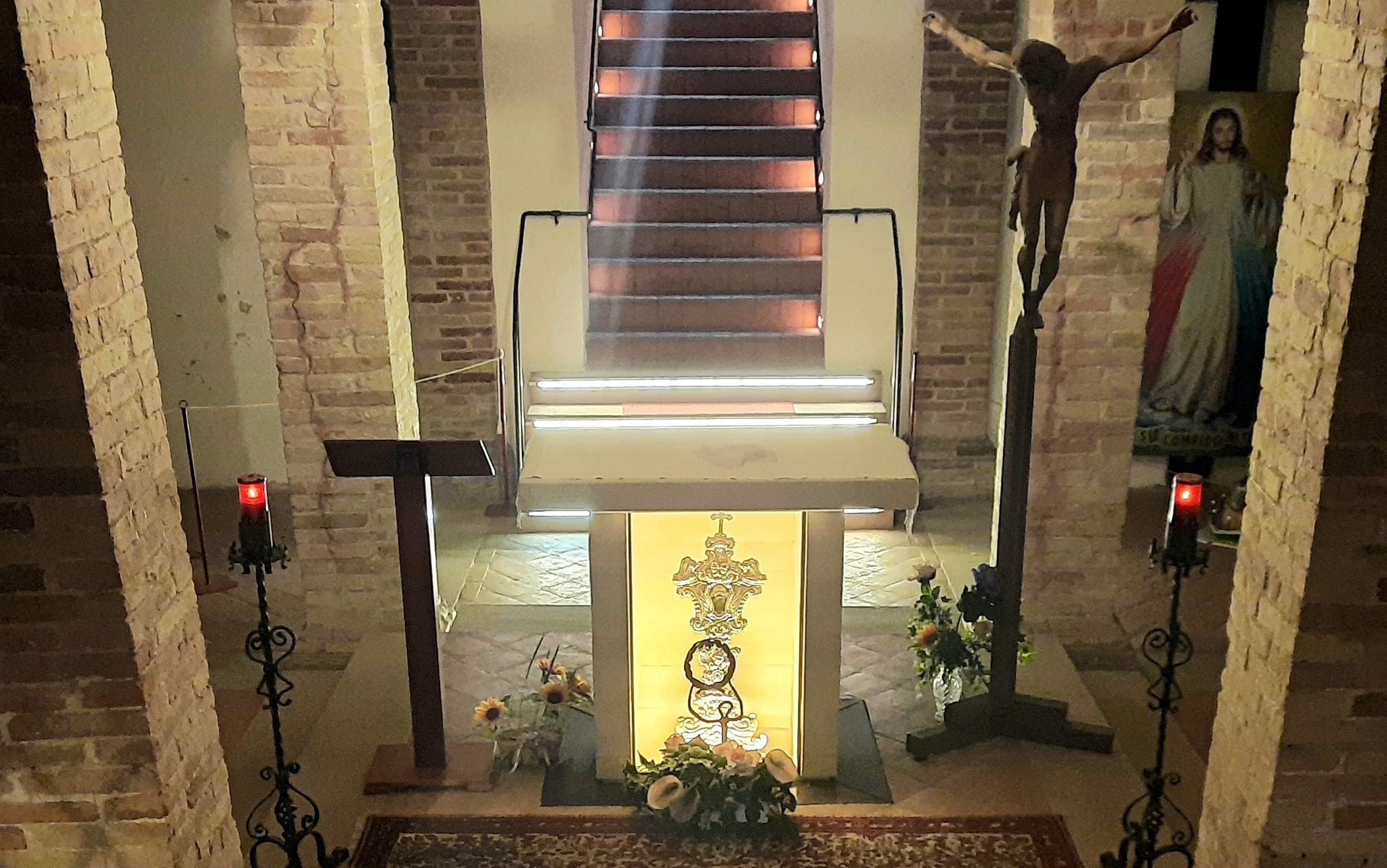
Altare dei Santi patroni Vittore e Corona; presso la cripta.

La collegiata di Santo Stefano è la chiesa principale di Castelfidardo. Ubicata nella centralissima piazza della Repubblica, di fronte al Palazzo Priorale; sede del municipio della città.

## Storia
La Collegiata presente sorge sulle basi di due chiese precedenti. Intorno all'anno Mille, sulla collina del "Valdum de fico" detto anche "Castrum Ficardi", si costruiscono le prime abitazioni, difese dalla cinta muraria e nasce la Pieve di Santo Stefano. Notizie certe e scritte sono del 1289. Il titolo del Santo Protomartire cristiano richiama Ancona che aveva dedicato una chiesa a Santo Stefano e che custodisce ancora una pietra usata per lapidare il Protomartire, portata nella città dorica da un pellegrino.
L'antica Pieve è l'attuale cripta della chiesa, la prima dei fidardensi. Lo splendore e la bellezza dell'architettura romanica a volte reale, originale anche nelle colonne vistosamente fuori centro e, nella parte nord, inclinata, sono emersi nei lavori di consolidamento e di recupero funzionale eseguiti nel 2000, in occasione del Grande Giubileo. Era stata ristrutturata nel 1491; aveva l'ingresso principale sulla presente via Roma e la facciata faceva parte della cinta muraria che su tale lato, è detta anche oggi: "mura da bora" (dal nome del vento del nord).
Sulle fondamenta della cripta, nel 1571 sorge la chiesa del SS. Sacramento (la seconda), come testimoniato dal portale di travertino del 1594 di Bastiano sulla piazza della Repubblica e aveva il presbiterio sull'attuale sagrestia. La scalinata con la volta a botte viene realizzata in un secondo tempo, per mettere in comunicazione i due livelli delle chiese e realizzare una seconda via di accesso alla cripta stessa. Nel 1618 la Confraternita pone mano sull'ampliamento della chiesa, alzandola sul maestoso arco a cinque teste e allungando l'edificio verso il Convento di San Francesco.
L'edificio odierno sorge tra il 1743 e il 1770 nelle forme derivate dall'architettura del Vanvitelli, come nella Chiesa del Gesù ad Ancona. La pianta attuale, a croce latina, è stata ottenuta conglobando l'attiguo oratorio con la chiesa della Confraternita del SS. Sacramento; attestata dallo stemma sopra la bussola d'ingresso e dalla facciata con il portale cinquecentesco. La maestosa torre campanaria, di stile barocco, con terminale a cipolla, è eretta tra il 1731 e il 1763. La lunetta in ceramica sul portale principale, di Arturo Politi di Recanati, ritrae la Vergine con il Bambino con i Santi patroni Vittore e Corona tra la Collegiata e il Palazzo Priorale.

## Descrizione
L'interno della Collegiata si presenta con arcate schiacciate ed ornamenti barocchi. Si compone di un'unica navata, con quattro cappelle laterali (due a sinistra, due a destra) e due altari sulla croce latina.

### Prima cappella a sinistra
Entrando dalla porta principale, con la centro la statua di San Gabriele dell'Addolorata e il quadro della Vergine Maria nel titolo di Madonna di Pompei. Sulla sinistra la statua di San Vittore (martire a Damasco nel 178), patrono della città di Castelfidardo insieme a Santa Corona. 
Sulla destra il dipinto della Missione al popolo del 1990, raffigurante Gesù a Castelfidardo (opera della concittadina Silvia Bugari).
L'altare, in marmo, è dedicato alla memoria del vescovo castellano Alfredo Bontempi.

### Seconda cappella a sinistra
La pala d'altare rappresenta la Vergine con i Santi Abbondio e Lucia, tela realizzata negli anni 1620-39 (opera di G. F. Guerrieri per alcuni, o di Ernest Van Schayck per altri) ed è esposta in Collegiata dal 1994. 
In questa cappella è conservato l'antico organo Callido del 1776.

### Terza cappella a sinistra (Altare del SS. Sacramento)
L'Ultima Cena è opera di Felice Pellegrini da Perugia, tela dipinta tra il 1594 e il 1600. Alcuni elementi fanno ritenere l'opera non completa (come le vesti degli apostoli in primo piano) mentre per altri la parte superiore più in ombra sembra indicare "l'ora delle tenebre" che attende Gesù, nella Passione. L'opera presenta notevoli pregi in ordine all'indovinata impostazione prospettica, alla sistemazione a cerchio chiuso dei personaggi, alla forte e marcata caratterizzazione dei soggetti, oltre alla pregevole fattura delle suppellettili e del vasellame posto in primo piano. 
Alle parete affreschi di Francesco Bencivenga di Ancona, del 1922. Ai lati statue del Sacro Cuore di Gesù e di Maria e organo a canne espressivo, inaugurato il 26 dicembre 1992.
La vetrata raffigura l'Arca dell'Alleanza, realizzata su opera originale di Silvia Bugari.
Balaustra in marmo rosa di Verona, su disegno di Alessandro Rossi di Ancona, eseguita nel 1763.
Sopra l'ingresso alla sacrestia, tela di San Giovanni Paolo II, opera di Silvia Bugari; collocata il 2 maggio 2011, giorno del solenne ringraziamento a lui dedicato.

### Prima cappella a destra
Ristrutturata nel 1924 è dedicata al SS. Crocifisso Miracoloso, invocato dalla popolazione fidardense durante la peste del 1865 e da allora sempre venerato. Il Crocifisso ligneo, settecentesco, è tradizionalmente ricoperto di veste rossa damascata. (Si racconta, a tal proposito, che un giorno, in occasione della processione, al passaggio di questa immagine, un certo Marozzetti lo avrebbe apostrofato chiamandolo "Pennazzo". Quell'uomo sarebbe rimasto paralizzato di botto). 
Sulla nicchia di destra, la statua della Madonna di Lourdes.
La foto di San Pio da Pietrelcina è stata collocata in occasione della sua beatificazione (1998).

### Seconda cappella a destra
Detta "cappella comunale", con altare dedicato ai Caduti per la Patria.
Pala d'altare raffigurante Madonna con Bambino tra San Vittore e Santo Stefano, titolare della chiesa; splendida opera del fiammingo Ernest Van Schayck del 1609-10. Il dipinto riecheggia lo schema della Vergine di Foligno di Raffaello Sanzio e presenta in basso, inginocchiati, i due Santi in preghiera per Castelfidardo, liberamente raffigurata sul fondo. La presenza di un cardellino sul ramo a sinistra sembra confermare il riferimento al pittore urbinate.

### Terza cappella a destra (Altare della Sacra Famiglia)
Altare trionfale con pregevole tabernacolo ligneo e stemmi gentilizi dei Tomasini, dedicato a San Giuseppe, vede ora la Sacra Famiglia di Nazareth riunita: San Giuseppe con il Bambino Gesù, opera lignea di scuola trentina, e, accanto, statua di Maria Vergine e Madre, opera di Edgardo Mugnoz (2001).
Sotto l'altare è custodita la statua del Cristo Morto, venerata il Venerdì Santo in occasione delle Tre Ore e della successiva processione. A Pasqua si espone la statua del Cristo Risorto. (Le due statue sono opera di un artista di San Severino Marche.
Alla parete destra, tela raffigurante la Beata Enrichetta Dominici, co-fondatrice dell'Istituto delle Suore di Sant'Anna; opera di Silvia Bugari, realizzata per il Centenario della morte della beata (1993).

### Altare maggiore
In legno dorato e marmorizzato, intaglio di Silvestro Fioravante di Macerata e doratura di Orazio Brizi di Ancona, inizialmente addossato all'abside, è stato modificato secondo le direttive conciliari e portato al centro del presbiterio nei grandi lavori di consolidamento del 2000. Con l'opera di artisti castellani Rodolfo Gasparri, prima, e Aurelio Alabardi, poi, viene evidenziata la bellezza della mensa conciliare con piena visibilità dell'artistico coro ligneo, restituito al suo splendore dalla maestria di Gilberto Gerilli.
La pala raffigura il martirio di Santo Stefano, opera attribuita al Lazzarini, dipinto ad olio su tela centinata, presenta in alto la Santissima Trinità in uno squarcio di cielo aperto, mentre in basso S. Stefano è raffigurato caduto a terra, con le braccia protese verso i suoi lapidatori; in atto di perdonare. 
Al centro, artistica croce con Crocifisso in legno nero.

Segue il Battistero in legno di Fabio (o Gaetano di Fazio) da Recanati, eseguito nel 1710 con sovrastante tela raffigurante il Battesimo di Gesù; opera del Peroni (1881) proveniente da Porto Recanati e donata alla Collegiata per opera del Prevosto Parroco Mons. Primo Recanati.
Sul soffitto sono collocati sei dipinti su tavola raffiguranti cinque misteri del Santo Rosario (tre gaudiosi nel transetto e presbiterio: Annunciazione, Visitazione, Natività; due gloriosi nella navata: Pentecoste, Assunzione) e, sopra, il ritorno di Cristo in gloria: opere di Silvia Bugari. 
Sulle pareti, in alto, due medaglioni rappresentano San Carlo Borromeo e San Luigi Gonzaga.
Sui 12 finestroni sono raffigurati tutti i Santi e le Sante cui i castellani hanno dedicato una chiesa o una particolare memoria di fede e devozione, mentre sulle finestre degli altari laterali sono rappresentati gli Arcangeli Michele, Raffaele, Gabriele e l'Angelo custode (vetrate realizzate su opere di Silvia Bugari).
Le tele della Via Crucis, del 1700, provengono dalla chiesa di Storaco a Filottrano.
I lampadari e le luci (opera e dono di artigiani artisti e volontari locali coordinati da N. Barbaccia) sono stati collocati dopo i recenti lavori di consolidamento e restauro, eseguiti in occasione del Grande Giubileo.

## Cripta
La cripta è ubicata nell'area dell'originaria Pieve; si hanno notizie di una ristrutturazione eseguita nel 1491 e, almeno in parte, costituisce le fondamenta della chiesa Collegiata sorta al di sopra di essa nel XVIII secolo. 
Per tanti anni è rimasta in disuso e adibita a ripostiglio e solo in anni recenti è stata ristruttura e riaperta al culto, unitamente ai lavori di consolidamento del Tempio sovrastante.
Nella stessa cripta hanno trovato sepoltura fino al 1700 tutti i Pievani e i sacerdoti succedutisi nei vari secoli, nella cura delle anime della Parrocchia e probabilmente anche alcuni notabili o membri di famiglie nobili della comunità.
I lavori di ristrutturazione hanno messo in luce la bellezza e lo splendore dell'architettura romanica della cripta a volta reale. L'altare centrale è dedicato ai Santi patroni della città di Castelfidardo: Vittore e Corona, dei quali se ne custodiscono le reliquie sia nella pietra della mensa che nel reliquiario di San Vittore posto sotto lo stesso altare.
Vi sono state collocate di recente opere di scultura e pittura, tra i quali una statua in pietra di San Vincenzo Ferreri (opera del 1500), una scultura in bronzo (bozzetto del portale della chiesa di Santa Rita a Milano) di Padre Stefano Pigini e una tavola che rappresenta la Madonna del Suffragio, di Paolo Bugiolacchi, che è andata a sostituire un preesistente affresco del medesimo soggetto.
C'è inoltre una tavola con i Santi patroni attorniati dalle figure del Vescovo Padre Francesco Mazzeri (1889-1983), missionario locale al quale è stata dedicata una raccolta di oggetti provenienti dalle sue missioni in Zambia, e di Don Gnocchi; opera di Renzo Romagnoli.
Piccoli reperti del vecchio tempio sono collocati al di sotto del passaggio d'ingresso alla Collegiata e si raggiunge attraverso una ripida scalinata con volta a botte, costruita un tempo per collegare le due chiese.
La cripta ospita inoltre il permanente presepe della chiesa, una collezione di paramenti e arredi sacri e la cappella dedicata a Nostra Signora di Fatima.